# Окуньовське сільське поселення (Омутинський район)
Окуньо́вське сільське поселення (рос. Окунёвское сельское поселение) — муніципальне утворення у складі Омутинського району Тюменської області, Росія.
Адміністративний центр — село Окуньовське.

## Населення
Населення — 694 особи (2020; 712 у 2018, 764 у 2010, 809 у 2002).

## Склад
До складу поселення входять такі населені пункти:
| Населений пункт           | Населення, осіб (2002) | Населення, осіб (2010) |
| ------------------------- | ---------------------- | ---------------------- |
| Новодеревенська, присілок | 227                    | 235                    |
| Окуньовська, присілок     | 140                    | 121                    |
| Окуньовське, село         | 442                    | 408                    |